# Burgstall Meckenhausen
Der Burgstall Meckenhausen ist ein abgegangenes mittelalterliches Schloss im Gemeindeteil Meckenhausen von Hilpoltstein im mittelfränkischen Landkreis Roth in Bayern.
Sie ist unter dem Aktenzeichen D-5-6833-0335 als Bodendenkmal in die bayerische Denkmalliste eingetragen.

## Geschichte
Eine Burg, die spätere Altenburg, war Sitz der Herren von Meckenhausen, die zwischen 1122 und 1359 in der historischen Überlieferung erscheinen. Die Burg selbst wird 1329 erstmals ausdrücklich genannt. Als Ortsadelige folgten die Groß von Meckenhausen, die sehr wahrscheinlich ein Zweig des Nürnberger Patriziergeschlechts Groß waren. 1384 wurde ein Stefan Groß zu Meckenheim auf der Altenburg erwähnt. 1414 wurde die Burg als verfallen bezeichnet. 1422 bestätigte König Sigismund einem Hans Groß von Meckenhausen auf der Altenburg, dass das damals zerstörte Schloss in Meckenhausen – eine zweite Burg – sein freies Eigentum sei. Offensichtlich hatte sich das Geschlecht der Groß einen zweiten Herrensitz errichtet, so dass die Altenburg verfiel. Nachdem das Schloss zerstört worden war, diente die offenbar wiederhergerichtete Altenburg 1422 wieder als Wohnsitz. 1462 bestätigte Kaiser Friedrich III. dem Hanns Nörtweiner den Freibrief König Sigismunds und erwähnte dabei einen Burgstall oder Schloss, das von Vorhof, Gärten und Gräben umgeben war. Aus der Formulierung wird nicht deutlich, welche der beiden Anlagen gemeint war. 
Von dem Schloss ist nichts erhalten.